# Speaker Cenzou
Speaker Cenzou, pseudonimo di Vincenzo Artigiano (Napoli, 24 settembre 1976), è un rapper e produttore discografico italiano.

## Biografia
Nasce a Napoli nella seconda metà degli anni settanta, nei pressi di Piazza San Gaetano, nel quartiere popolare di San Lorenzo. Ha subito l'"edutainement" del rapper KRS-One, e ha fatto parte del gruppo La Famiglia.
Tra il 1991 e il 1993 registra un singolo per l'etichetta Century Vox che non vedrà mai la luce per problematiche fallimentari della label, ma è il 1993 l'anno del suo esordio discografico, prendendo parte al brano Rigurgito Antifascista, traccia dell'album dei 99 Posse Curre curre guaglió. Nel 1994 canta il brano Servi nella compilation CantaNapoli Antifascista.
Nel 1996 esce il suo primo album Il bambino cattivo: prodotto dallo Spanish Quarters Studio con Kaya Pezz8 (Marco Messina), contiene collaborazioni di Marco Posse, Papa J (Giampiero Da Dalto) e Meg dei 99 Posse. La canzone L'ultima parola entra a far parte della compilation di Radio Deejay "One two one two". Collabora con vari rapper tra cui: Neffa, col brano I Messaggeri Della Dopa, 99 Posse, nelle canzoni Cerco tempo e Corto circuito, oltre che con Sottotono, Kay Bianco e Franco Ricciardi.
Nel 1999 esce il secondo album: Malastrada. Il disco, pubblicato con l'etichetta BMG Ricordi è composto da 15 tracce. Segue un tour italiano.
Complessivamente partecipa a 5 tour di supporto ai 99 Posse ed è presente in 5 album della band. Prosegue con un altro tour europeo: Germania, Austria e Svizzera, insieme i gruppi Piombo a tempo (ex Lhp) e Golden Bassound.
In seguito ad una pausa di riflessione, ritorna, pubblicando il brano La prima regola nella raccolta Napolizm, e dà avvio, insieme ai musicisti Ekspo, Zin, 2phast e O'kiatt, al progetto Sangue Mostro: con la prima formazione dei Sangue Mostro pubblica nel 2008 l'album live L'urdimu tip.
Nel 2012, pubblica il primo mixtape ufficiale Sodo Tape vol 1 con rapper napoletani emergenti.
In seguito, dal Cattivi uagliuni tour 2012 è tornato sul palco con i 99 Posse.
Nel 2013, dopo un cambio di formazione, i Sangue Mostro trascorrono un periodo in studio di registrazione lavorando al nuovo album Cuo-Rap, uscito nel gennaio 2014..
Nel 2014 e 2015 è continuata l'attività Live con i Sangue Mostro e i 99 Posse. Verso la fine del 2015 Cenzou ha annunciato la produzione di diversi lavori, primo fra tutti il disco anniversario del ventennale del suo primo album Il bambino cattivo; successivamente la produzione del secondo album di PeppOh e un disco di inediti per il 2018/2019. A primavera 2016 ha pubblicato il singolo New Slanc, nel cui video partecipa il suo maestro Enzo Avitabile.
Alla Fine del 2017 pubblica Ammostro ,un libro autobiografico che ripercorre i passaggi più importanti della sua vita. All'inizio dell'estate del 2018, esce BC20 Director's Cut disco che celebra i 20 (+2) anni dal primo disco di Cenzou a cui seguono singoli, video e vari live.
All'inizio del 2019 è fuori anche Nuvole nuove, secondo album di PeppOh, di cui Cenzou è produttore artistico firmando tutte le parti strumentali, e in quell' estate rilascia Overtoure un singolo in cui da continuità alla sua raccolta "rap di una notte di mezza estate" negli anni successivi la pandemia offre la possibilità di lavorare su tantissimo materiale inedito escono infatti ben 2 singoli con i sangue mostro , Scriv' e Notte, e 
A' Voce e' Ll'Anema, nonché svariati featuring con artisti quali, O'Rom, Daryo Bass, Brugnano, Dj Gruff ,Carolina Bubbico, Yodaman,
Dj Fede,The Funkin Machine, Breakstarr , Funk Shui Project e Dj Uncino, nell'estate del 2022 esce la ristampa dell'Album Malastrada, e dopo un contest di remix ,rilascia il video della storica hit "O Purp adda cocere int a ll'acqua soja" remixata dal vincitore del contest. 
Attualmente dopo alcune apparizioni dal vivo, ai concerti di reunion dei 99 Posse e dei Sangue Mostro, Cenzou è tornato in studio per lavorare a nuova musica con l'ausilio di musicisti e beatmaker per preparare il tanto atteso terzo album solista.

## Produttore discografico e le collaborazioni
Dal 2012, è impegnato nella produzione di tracce, strumentali e remix e, parallelamente, è produttore discografico, con l'etichetta "Sodo Studio".
Segue l'elenco degli artisti con cui Speaker Cenzou ha collaborato nel corso della sua carriera artistica:
- 1993 - 99 Posse, Curre Curre Guagliò, "Rigurgito antifascista"
- 1994 - AA.VV., CantaNapoli Antifascista, Servi
- 1996 - Neffa, Neffa & i messaggeri della dopa, "I messaggeri pt. 2"
- 1996 - 99 Posse, Cerco tempo, "Non c'è tempo"
- 1997 - AA.VV., Parole Italiane, traccia 11
- 1997 -  Sottotono & Key Bianco Ieri Oggi e Domani
- 1997 - Franco Ricciardi, Cuore nero, "Vado a Dormire" e "Nanni"
- 1998 - Clan Vesuvio, Spaccanapoli, traccia 03
- 1998 - 99 Posse, Corto circuito, "Siente o' fank"
- 2000 - 99 Posse, La Vita Que Vendrà, "l'Anguilla"
- 2002 - Miele(RivaStarr), Flux, Riflettori nella Notte
- 2005 - AA.VV., Napolizm, "La prima regola"
- 2006 - AA.VV., Rap in vena, traccia 17
- 2006 - I Fluxer, L'avvento, La leggenda
- 2007 - DJ Gruff, Viene e Va, "Viene e Va lato A"
- 2008 - Bring Da Noise, Pe' Trament
- 2009 - DJ Gruff, Sandro O B, L'Attitudine 2
- 2009 - Jovine, Il mondo è fuori, Passann pe llà
- 2010 - Freestyle Concept, Che ore sono?
- 2011 - Svez "RapVeritas" Ca Pal
- 2012 - AA.VV., "Nanthem vol. 2"
- 2012 - Freestyle Concept, "Stile Libero", Lunga è La Notte
- 2012 - BrokenSpuork, "Rotto e Sporco", Resoconto (Fino a mo pt 2)
- 2012 - Jovine, "Sei", My Music
- 2012 - AA.VV., "Napoli Cypher pt 2"
- 2013 - Clementino, Mea culpa, Messaggeri del Vesuvio
- 2013 - Francesco Paura, Slowfood, Sangue e inchiostro
- 2013 - DJ Uncino, "The Real Hip Hop Ep" BeatMaking
- 2013 - Funky Pushertz, "La Grande Abbuffata" Funky Mò
- 2014 - Ntò & Stirpe Nova, "Numero 9" Chi Trase e Chi Esce 2014
- 2014 - 99 Posse, "Curre Curre Guaglio'2.0" I Say Yes But Also Say No
- 2014 - Gold School Gold School "Aria Nova"
- 2014 - DJ MadKid MadChillin Vol 2 "What More Can I Say" con Ensi e MadBuddy
- 2015 - DopeOne Dopera "Mood Design" con Sangue Mostro
- 2015 - Clementino, Miracolo!, Obbè con Sangue Mostro
- 2015 - It's Classic Studio - It's Classic Mixtape Vol 2 "New Slanc"
- 2015 - Rocco Hunt, O' reggae de guagliune con Clementino e 'O Zulù, da SignorHunt
- 2016 - 99 Posse, Prosperano i Mostri, da "il Tempo, Le Parole, il Suono.
- 2016 - Ntò, Il Ballo dei Macellai, da "Col sangue" con Clementino, Marracash e Izi.
- 2017 - Capitan Capitone e i Parenti della Sposa Daniele Sepe  "Camerieri" con Shaone, Pepp Oh, Marcello Coleman
- 2017 - King Divano Vol 2 Esa Funk Prez "Cavuce inte Cianc"
- 2017 - AA.VV.,  "Remembering Gli ShowMen & Mario Musella" Sangue Mostro "Suspir"
- 2017 - AA.VV., Terroni Uniti  "Gente Do Sud"
- 2017 - AA.VV., Terroni Uniti  "Simmo Tutte Sioux"
- 2017 - Jovine "Napoli Centro" Da "In Assenza Di Gravità"
- 2017 - AA.VV., Terroni Uniti  "Non è Che L'Inizio"
- 2017 - AA.VV., Terroni Uniti  "Jatevenn"
- 2019 - PeppOh "Nuvole Nuove" (Produzione Artistica di tutto l'Album)
- 2019 - O'Rom NapulitanGipsyPower "Napulengre" "Napulengre"
- 2020 - Daryo Bass "Narrativa Congiunta"  Singolo
- 2020 - Paolo Sessa "Overo" da "SoulDier"
- 2020 - Brugnano "Il mio Meglio" Singolo
- 2020 - Dj Gruff  "Viene e Va Lato C"  da "I Migliori Pensieri"
- 2020 - Carolina Bubbico "Italianità"   da  "Il dono dell' ubiquità" Con Sud Sound System , Davide Shorty, Serena Brancale.
- 2021 - Yodaman , Yazee  "Gabbie" Singolo
- 2021 - Dj Fede "Che Tien' Ncap ?" Da "Still From Da 90's"
- 2021 - The Funkin Machine "L'Ora d' 'o Groove" da "Allerta Meteo"
- 2021 -  Funk Shui Project "Estranei" da "Just Do It Mixtape"
- 2022 - Breakstarr "Anem' Annur" da "Caramelle"
- 2022 - Dj Uncino  "Dumbo" da "Cambio Rotta"
- 2022-  Dj Uncino Lucariello Michelapè   "Cammenav"
- 2024-  Oyoshe "Sempre un Me" da "A.M.E.N" con Kiave, Dj Snifta
- 2024-  Dj Skizo  "Tu Si Tu' " da "Prima Del Prima" con Oyoshe, Dope One.
- 2024-  Dome Flame "Dint'e Fotografi'" Singolo
- 2024-  Lord Madness, Dope One "Anche Mai" da "Piezz e Core"

## Discografia

### Da solista

#### Album in studio
- 1996 - Il bambino cattivo
- 1999 - Malastrada
- 2018 - BC20 Director's Cut

#### Album Strumentali / Mixtapes
- 2012 - Antipasto (con Sodo Studio)
- 2012 - Sodo Tape Vol. 1 (con Sodo Studio)
- 2013 - Deep Fried Anthology (con Sodo Studio)
- 2014 - Brazilian Follies (con Sodo Studio)
- 2016 - Seasons (con Sodo Studio) (Hashetic Fronts Records)
- 2019 - Starter Pack (con Sodo Studio)

#### Singoli
- 1996 - L'ultima parola
- 1997 - L'ultima parola (Remix)
- 1997 - Stai come il merlo (Remix)
- 1997 - La cosa più bellissima del mondo
- 1999 - Qui
- 1999 - Verità & bugia
- 2010 - Cmq Sta Nu Fatt Asott
- 2012 - Stamm Venenn, Sangue Mostro
- 2013 - Tiemp Luntan, Sangue Mostro
- 2014 - 71, Sangue Mostro
- 2014 - Rinascimento, Sangue Mostro feat. Clementino
- 2014 - Non ci sono se Sangue Mostro feat. Jovine
- 2014 - Waiting, Sangue Mostro feat. Kayaman
- 2016 - New Slanc
- 2017 - Interplay (Rap di una notte di mezza estate)
- 2018 - Seguimi feat. PeppOh
- 2018 - Siamo a Casa feat. Francesco Paura, Danno
- 2018 - A San Gaetano feat. PeppOh
- 2019 - Stay Come Il Merlo 2030 feat.Clementino, Rocco Hunt,Valerio Jovine, Papa J.
- 2019 - Ouverture (Rap di una notte di mezza estate pt 2)
- 2020 - Scriv' e Notte, Sangue Mostro
- 2021 - A' Voce e' Ll'Anema, Sangue Mostro feat. Armando Marassi
- 2022 - O Purp adda cocere int a ll'acqua soja  (The Tall Guy RMX 2022)
- 2023 - House Boat feat. Clementino
- 2023 - Tu Me Raie
- 2023 -  Suppergiu'

### Coi Sangue Mostro

#### Album in studio
- 2008 - L'urdimu tip
- 2014 - Cuo-Rap